# Mistrzostwa Brazylii w szachach
Mistrzostwa Brazylii w szachach – coroczne rozgrywki szachowe, mające na celu wyłonienie najlepszych brazylijskich szachistów (zarówno kobiet, jak i mężczyzn), rozegrane po raz pierwszy w 1927 (mężczyźni) oraz 1957 (kobiety) roku. Do 1943 r. mistrza kraju wyłaniano w meczach, w kolejnych latach były to turnieje z udziałem od kilku do kilkunastu (sporadycznie kilkudziesięciu) uczestników, rozgrywane w zdecydowanej większości systemem kołowym lub sporadycznie szwajcarskim albo pucharowym. Tytuł za rok 1941 został przyznany decyzją federacji brazylijskiej w 1949 roku. Dwukrotnie (1974, 1983) złote medale przyznano dwóm zawodnikom, w 1971 przyznano dwa srebrne medale, natomiast w 1998 – dwa brązowe.

## Mistrzostwa Brazylii w szachach korespondencyjnych
ZaŁożony w 1969 roku "Clube Xadrez Epistolar Brasilero"(CXEB) jest odpowiedzialny za organizacje krajowych mistrozostw tej modalności.
| #      | Lata      | Mistrz                        |
| ------ | --------- | ----------------------------- |
| I      | 1971-1973 | Henrique Pereira Maia Vinagre |
| II     | 1975-1976 | Adaucto Wanderley da Nobrega  |
| III    | 1979-1980 | Antonio Pacini                |
| IV     | 1982-1984 | Gilberto Fraga Portilho       |
| V      | 1985-1988 | Orlando Alcantara Soares      |
| VI     | 1988-1990 | Marco Hazin Asfora            |
| VII    | 1990-1992 | Antonio Galvao Barata         |
| VIII   | 1992-1994 | Antonio Domingo Tavares       |
| IX     | 1994-1996 | Gilson Luis Chrestani         |
| X      | 1996-1998 | Zelio Bernardino              |
| XI     | 1998-2000 | Carlos Evanir Costa           |
| XII    | 2000-2002 | Zelio Bernardino              |
| XIII   | 2002-2003 | Joao Carlos de Oliveira       |
| XIV    | 2004-2005 | Ayrton Ferreira de Souza      |
| XV     | 2005-2006 | Ercio Perocco Jr              |
| XVI    | 2006-2008 | Marcio Barbosa de Oliveira    |
| XVII   | 2006-2008 | Rodrigo Veloso Fargnoli       |
| XVIII  | 2008-2011 | Natalino Constancio Ferreira  |
| XIX-A  | 2006-2007 | José Arnaldo de Bello Vieira  |
| XIX-B  | 2006-2007 | Milton Goncalves Sanchez      |
| XX     | 2009-2012 | Fabio Bidart Piccoli          |
| XXI    | 2008-2010 | Marcos Antonio dos Santos     |
| XXII   | 2012-2013 | Marcos Antonio dos Santos     |
| XXIII  | 2012-2014 | Marcos Antonio dos Santos     |
| XXIV   | 2013-2015 | Alfredo Dutra                 |
| XXV    | 2015-2016 | Denis Moreira Leite           |
| XXVI   | 2018-2019 | Richard Fuzishawa             |
| XXVII  | 2019-2020 | Milton Goncalves Sanchez      |
| XXVIII | 2022-2023 | Leonardo Simal Moreira        |